# 圣玛尔定堂 (布拉诺)
圣玛尔定堂（San Martino）是一座罗马天主教教堂，位于意大利威尼斯的布拉诺岛。该堂建于16世纪，1645年重新祝圣。